# Ханике, Робин
Робин Ханике (англ. Robin Hunicke; род. 15 марта 1973 года) — американский дизайнер и продюсер видеоигр, в настоящее время работающая в thatgamecompany. Робин начала свою карьеру в Electronic Arts, где работала дизайнером в играх Sims 2 и MySims, и продюсером в Boom Blox и Boom Blox: Bash Party. В настоящее время она возглавляет создание Journey — онлайновой кооперативной игры для PlayStation 3.
Кроме разработки видеоигр, Робин получила учёную степень доктора философии в Северо-западном университете, где изучала искусственный интеллект и игровой дизайн.
Ханике получила признание от своих коллег — разработчиков компьютерных игр за поддержку инди игр, эксперименты в игровом дизайне, исследования динамического регулирования трудности.

## Работа

### Electronic Arts
Робин начала сотрудничать с Electronic Arts в компании Maxis, где стала дизайнером игры The Sims 2: Open for Business после встречи с известным разработчиком и директором серии Sims Уиллом Райтом. Приняв участие в создании The Sims 2, она стала главным дизайнером проекта MySims для Nintendo Wii, a позже — продюсером Boom Blox и её сиквелa Boom Blox: Bash Party.

### thatgamecompany
Получив в ходе работы с Electronic Arts необходимый опыт, Робин присоединилась к thatgamecompany в качестве продюсера. Она пришла в коллектив на этапе ранних концептуальных набросков к третьему проекту студии — Journey — мультиплеерной кооперативной приключенческой игры, выходящей в 2012 году.

### Tiny Speck
После выхода Journey присоединилась к студии Tiny Speck, где принимала участие в разработке социального MMORPG Glitch.

## Награды и признание
Робин Ханике является обладательницей многих наград, включая премию BAFTA за «Лучшую казуальную игру 2008 года» — Boom Blox.